# Yannick Schulte
Yannick Schulte (Saint-Mihiel, 28 de noviembre de 1970) es un deportista francés que compitió en remo.
Ganó una medalla de oro en el Campeonato Mundial de Remo de 1996, en la prueba de dos con timonel. Participó en los Juegos Olímpicos de Barcelona 1992, ocupando el quinto lugar en la prueba de cuatro con timonel.

## Palmarés internacional
| Campeonato Mundial | Campeonato Mundial       | Campeonato Mundial | Campeonato Mundial |
| Año                | Lugar                    | Medalla            | Prueba             |
| ------------------ | ------------------------ | ------------------ | ------------------ |
| 1996               | Motherwell (Reino Unido) | Medalla de oro     | Dos con timonel    |